# Musaranya de Fischer
La musaranya de Fischer (Crocidura fischeri) és una espècie de mamífer eulipotifle de la família de les musaranyes (Soricidae) que viu a Kenya i Tanzània.
Podria veure's amenaçada en el futur per la destrucció de l'hàbitat a conseqüència de l'expansió dels sistemes de reg agrícola.